# Tűpálma
A tűpálma (Rhapidophyllum hystrix) a pálmafélék (Arecaceae) családjába és az üstököspálma-formák (Coryphoideae) alcsaládjába tartozó Rhapidophyllum nemzetség egyetlen faja.

## Elterjedése
Észak-Amerika délkeleti részen, Florida, Georgia, Dél-Karolina és Alabama államokban honos.

## Leírása
A tűpálma 2-3 méter magasra is megnövő, bokorszerű pálma. Egy tőből számos, sűrűn elhelyezkedő hajtás ered, amelyek nagyjából 1 méter magas „alapot” is képezhetnek. Levelei között 10–25 cm hosszú töviseket növeszt, amelyekről a nevét is kapta. A levelek hosszú levélnyélből és az abból eredő 8-16 levélkéből állnak, egy-egy levél teljes hossza elérheti a 2 métert is. Kétlaki növény. Virágai a törzs tetején, 2-3 sűrű fürtben nőnek. Termése barna, csonthéjas, körülbelül 2 cm nagyságú.

## Elnevezése
A Rhapidophyllum nemzetségnév jelentése 'tűlevél' (rhapis vagy raphis 'tű', phyllum 'levél'), a hystrix faji jelző a gyalogsülfélék (Hystricidae) közé tartozó Hystrix nemre utal, mindkettőt hegyes tövisei miatt kapta.

## Képek

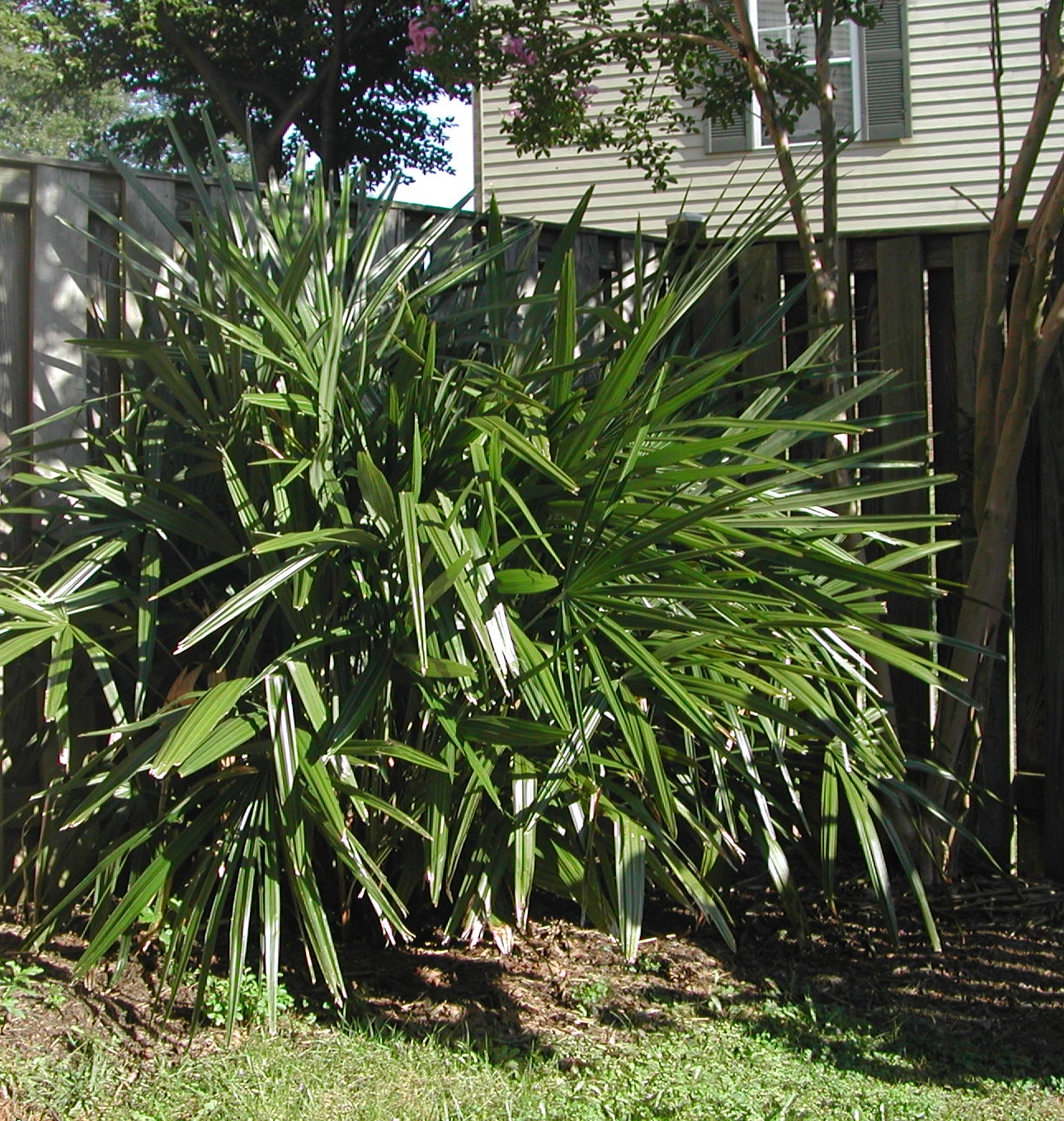
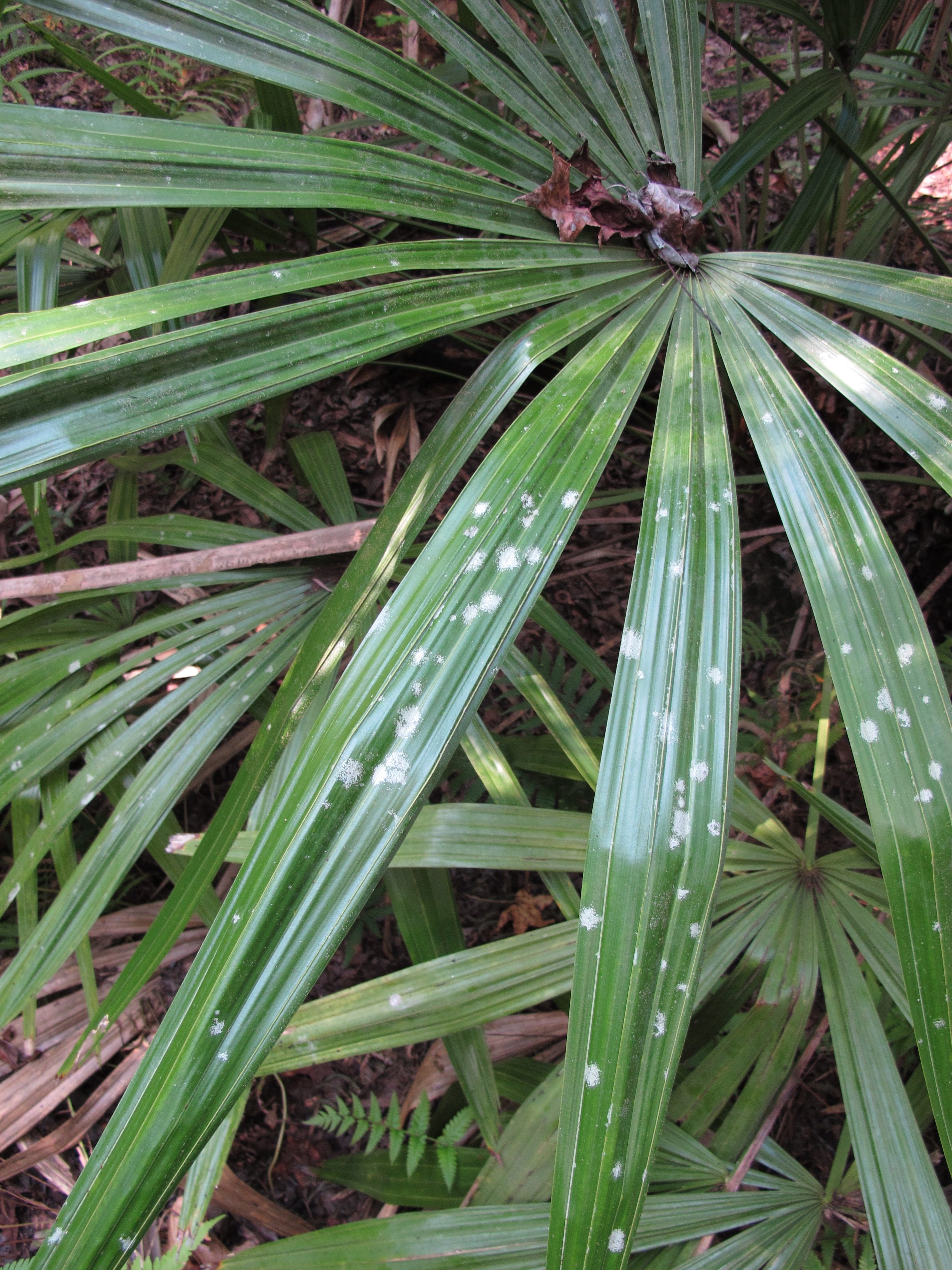
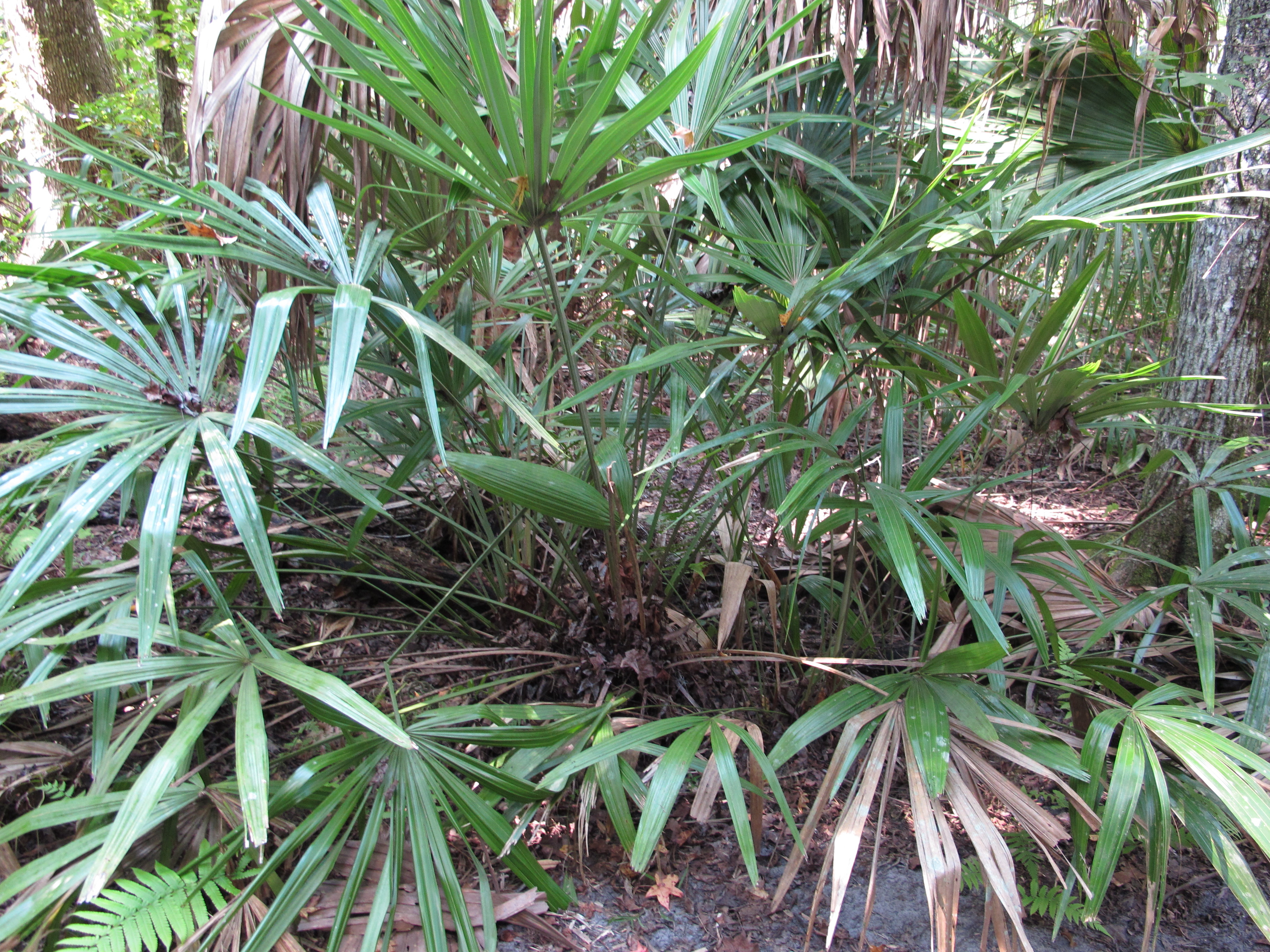
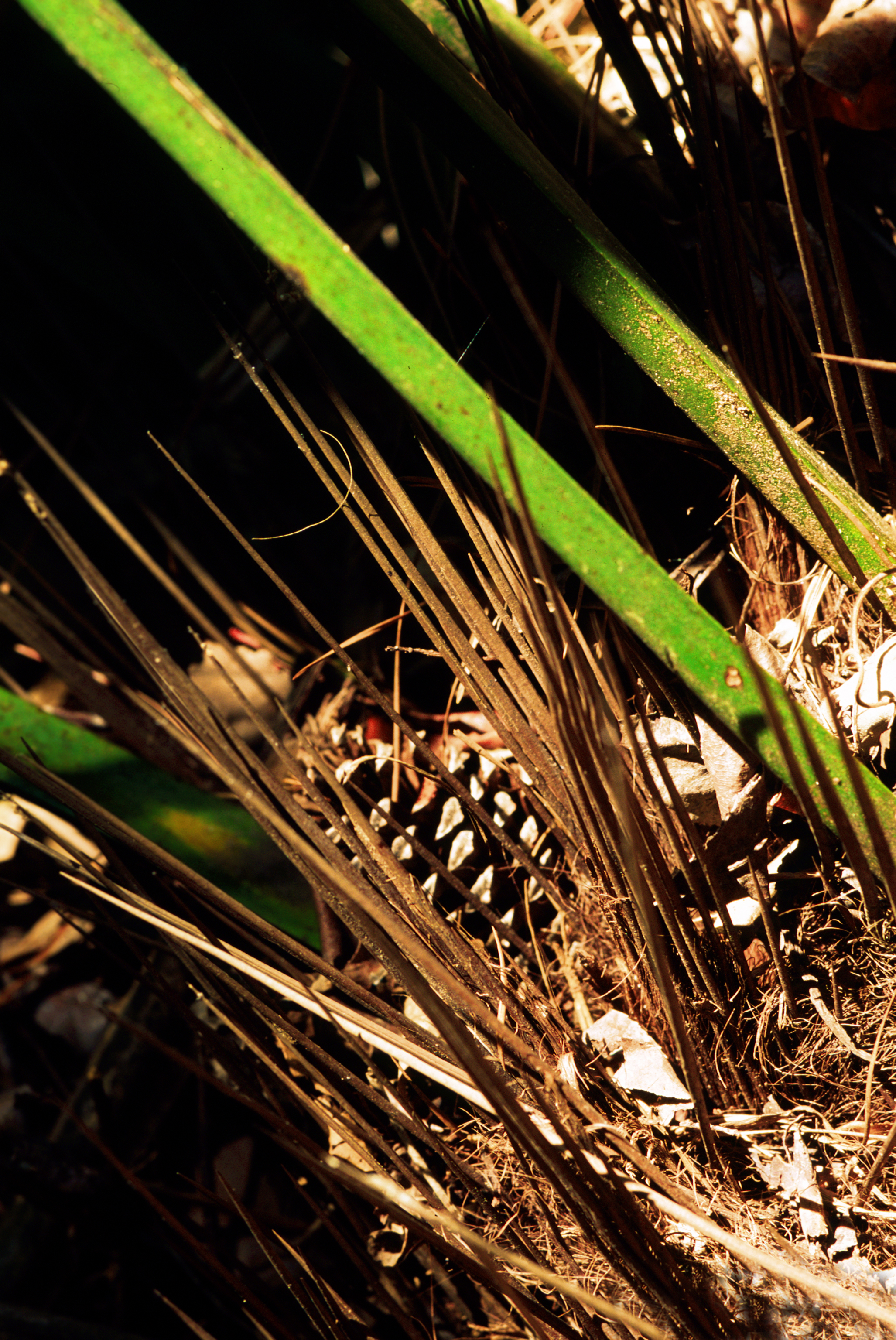